# Tomoaki Komorida
Tomoaki Komorida (小森田 友明, Komorida Tomoaki) est un footballeur japonais né le 10 juillet 1981. Il évolue au poste de milieu de terrain.

## Biographie
Tomoaki Komorida joue principalement en faveur de l'Oita Trinita. Avec ce club, il dispute 48 matchs en J-League 1.

## Palmarès
- Champion de J-League 2 en 2002 avec l'Oita Trinita